# Лесбійська література

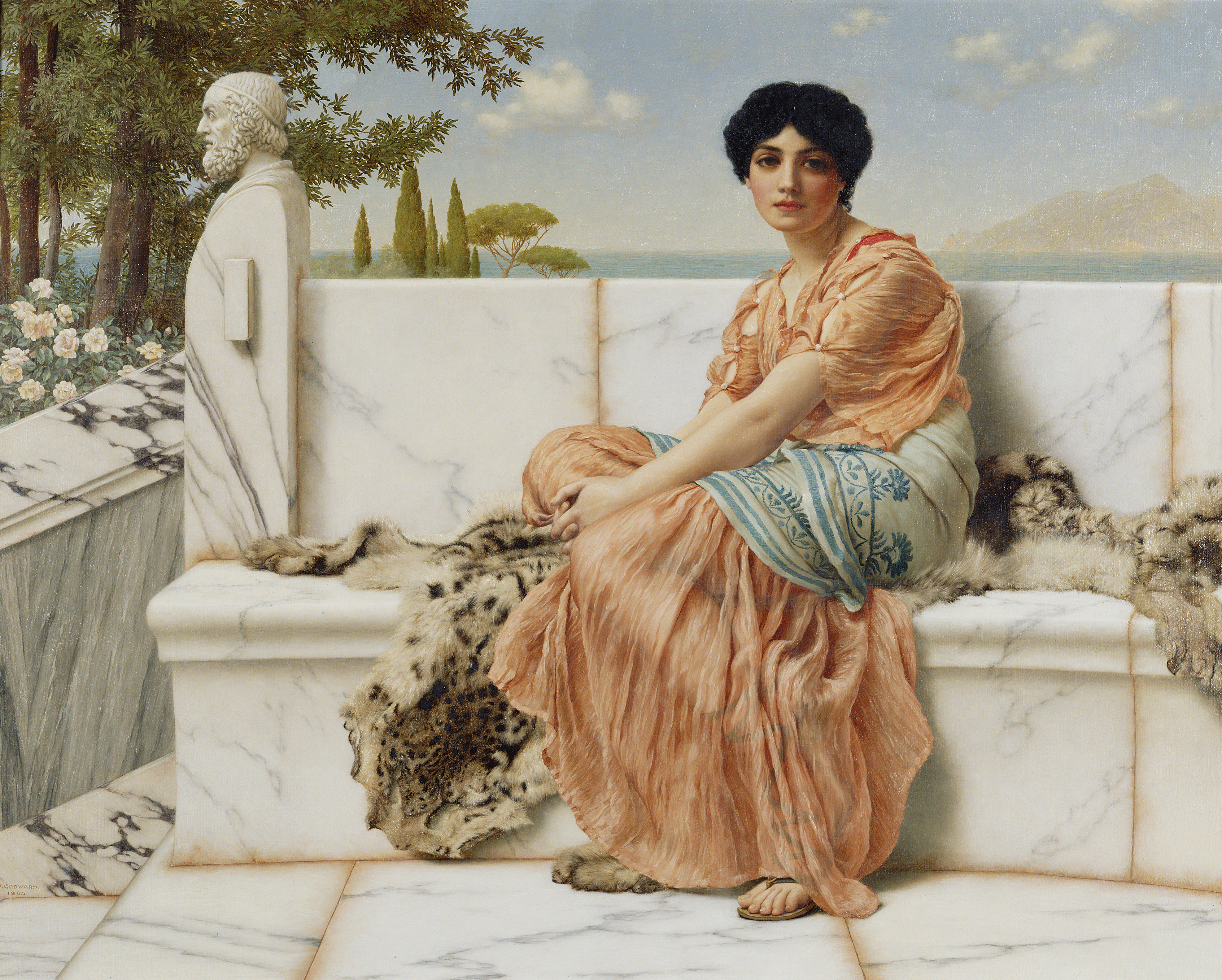
«У дні Сафо», Джона Вільяма Годварда, (1904). Сапфо дала терміну «лесбійка» конотацію еротичного бажання між жінками.

Лесбійська література (англ. Lesbian literature) — піджанр літератури, що стосується лесбійських тем. Включає поезію, п'єси, художню літературу, що стосуються лесбійських персонажок, та нехудожню літературу на теми, що цікавлять лесбійок.
Фантастика, що потрапляє до цієї категорії, може бути будь-якого жанру, наприклад, історичної, наукової фантастики, фентезі, жахів та романтики. Нерідко лесбійство досліджує феміністична наукова фантастика.

## Огляд
Лесбійська література включає твори лесбійських авторок, а також твори гетеросексуальних авторок(-ів) на лесбійську тематику. Твори лесбійських письменниць, які не торкаються лесбійських тем, також часто вважаються лесбійською літературою. З іншого боку, твори гетеросексуальних письменників(-ць), які трактують лесбійські теми, навпаки, нечасто розглядаються як лесбійська література.
Фундаментом лесбійської літератури є поезії Сапфо з Лесбосу.

## Рання література

### Античність
На додаток до робіт Сапфо, історикиня літератури Жанетт Говард Фостер включає «Книгу Рут» та античну міфологічну традицію як найраніші приклади лесбійства в літературі. У грецьких історіях про божеств часто згадуються жіночі фігури, чиї доброчесність і незайманість є незмінними, які цікавляться чоловічою діяльністю і за якими стежить віддана група дівчат. Фостер цитує Каміллу та Діану, Артеміду, Каллісто, Іфіс та Іанту як приклади жіночих міфологічних фігур, що демонструють схильність до жінок або кидають виклик традиційним жіночим гендерним ролям. Це також пов'язано з поширенням греками історії про міфологічну расу жінок-воїтельок, амазонок. Енхедуана, месопотамська жриця, що присвятила себе шумерській богині Інанні, має честь підписати першу лесбійську поезію в історії, де називає себе дружиною Інанни.

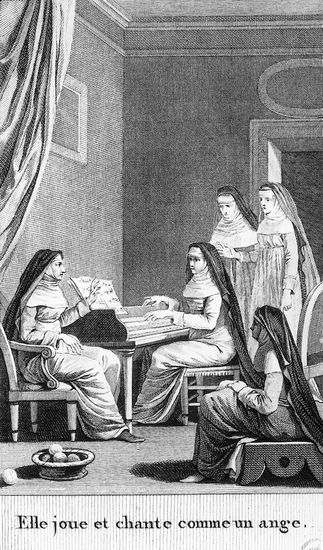
«Особлива дружба» в монастирі: La Religieuse de Diderot, написана близько 1780 року

### Середньовічна християнська містика
В європейському Середньовіччі не було спеціального терміну для лесбійок, але середньовічні французькі тексти під впливом арабської літератури того часу містили літературні зображення кохання та сексуального бажання жінок. Такі висловлювання містяться в богослужбових текстах до Діви Марії або в агіографії Іди Лувен, бегінок, або в роботах християнських містикес, включаючи Гільдеґарду Бінгенську, Хадевейх, Марджері Кемпе, Мехтільду Маґдебурзьку та Маргариту Порете. В очах письменників-чоловіків лесбійство довгий час негативно описувалося як аномалія, викликана ув'язненням жінок, у мусульманському гаремі, як уявляли Жан Шарден і Монтеск'є, або в монастирі, зображеному Дідро в «La Religieuse».

### XIX століття: попередниці
На початку дев'ятнадцятого століття китайська поетеса Ву Дзао завоювала популярність своїми лесбійськими віршами про кохання. За словами поета Кеннета Рексрота, її пісні «співали по всьому Китаю».

Хоча лесбійська література ще не перетворилася на окремий жанр англійської мови в XIX столітті, такі лесбійські письменниці, як есеїстка Вернон Лі, або як її кохана Емі Леві, що писала любовні вірші жінкам від особи гетеросексуального чоловіка, іноді натякали на лесбійські підтексти у своїх роботах. 

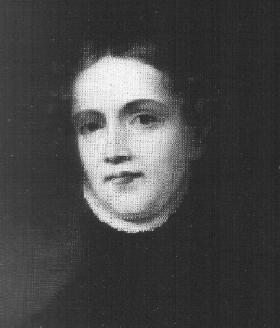
Портрет Анни Лістер

Починаючи з 1806 року, англійська поміщиця та альпіністка Анна Лістер тридцять чотири роки вела розлогі щоденники, що включали деталі її лесбійських стосунків та спокус, розділи з подібним контекстом вона записувала в секретному коді. Щоденники не публікувались до 1980-х років. У 2010 році вони стали основою для телевізійного серіалу Бі-бі-сі «Таємні щоденники міс Анни Лістер».

Письменниця та редакторка XXI століття Сьюзан Коппельман уклала антологію під назвою «Дві подруги та інші американські історії лесбійок 19-го століття: американські письменниці», що включає історії Констанції Фенімор Вулсон, Октав Тане, Мері Елеонор Вілкінс Фрімен, Кейт Шопен та Сари Орн Джеветт, які спочатку публікувались у періодичних виданнях свого часу.

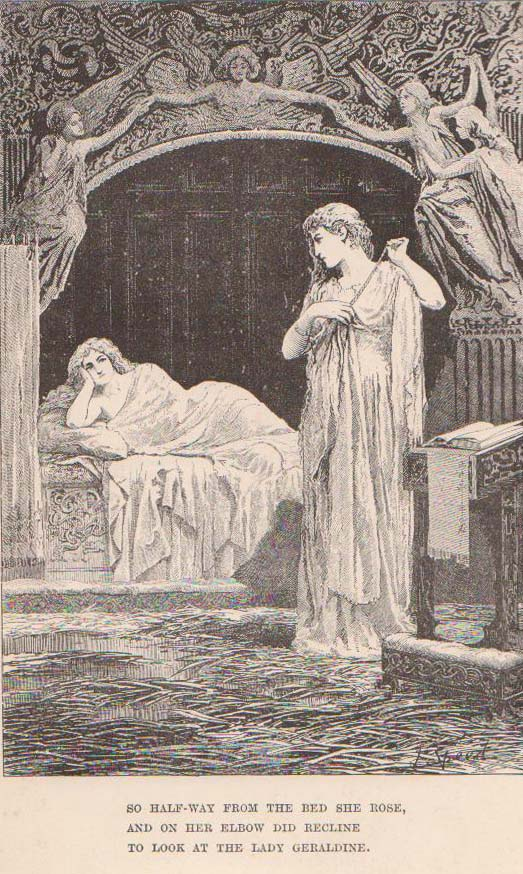
«Тоді на лікоть вона сперлася. І на ліжку злегка піднялася. Для того, щоб на Джеральдіну поглянути». З «Крістабель»

З 1970-х років дослідники лесбійської літератури почати аналізували лесбійські стосунки, які не були б позначені як такі в XIX столітті через різні концепції інтимності та сексуальності. Наприклад, вірш Крістіни Росетті 1862 року «Ринок гоблінів» розглянули як розповідь про лесбійство, хоча на перший погляд ідеться про сестринську любов. Вчені побачили лесбійський потенціал у таких персонажок, як Маріан Халкомб у романі Вілкі Коллінза «Жінка в білому» 1859 року. Маріан описується як маскулінна і неприваблива, її мотивацією протягом історії є любов до зведеної сестри Лори Ферлі.

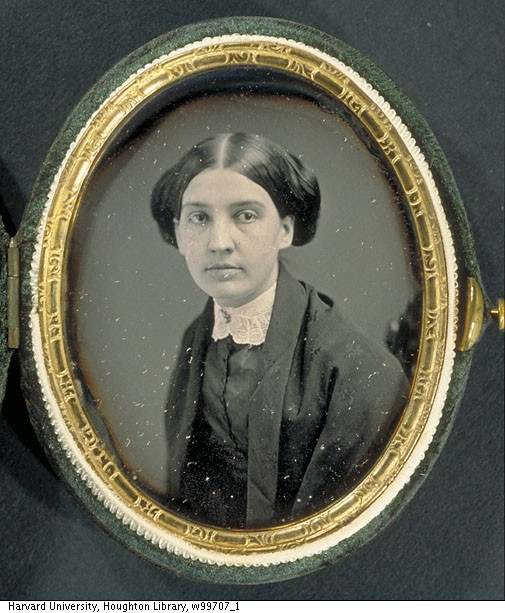
Сьюзен Гілберт Дікінсон, невістка Емілі Дікінсон

Крім того, вчені брали участь у квір-читаннях романів Шарлотти Бронте, зокрема «Шерлі» та «Вільєтт», де головні героїні вступають у тісні або навіть одержимі стосунки з іншими жінками. Деякі припускають, що авторка, можливо, була закохана у свою подругу Елен Нассі. Віта Секвілл-Вест назвала листи між цими двома «любовними листами чистими і простими». Роман Емілі Бронте «Буремний перевал» трактується професоркою університету Нью-Гемпшир Джин Кеннард як лесбійський текст. Вона інтерпретує «подвоєння Гіткліфа і Кетрін Ерншоу як проєкцію амбівалентності Емілі Бронте з приводу її сексуальної інверсії, а розповідні моделі подібності та відмінності в романі ― як конфлікт між гомо- і гетеросексуальністю». З публікацією Стіві Девіс «Емілі Бронте: Єретик» («Emily Brontë: Heretic») в 1983 році, відкрилася нова дискусія про можливість того, що Емілі не цікавили стосунки з чоловіками. У книзі Девіс стверджує, що вірить в те, що Бронте насправді була лесбійкою, і обговорює її близькі стосунки з однокласницею Луїз де Бассомп'єр і можливий зв'язок зі знаменитою лесбійкою-аристократкою Анною Лістер. Подібним чином вчені припускають, що американська поетеса XIX століття Емілі Дікінсон могла мати романтичні почуття до своєї невістки Сьюзан Гілберт.
Майкл Філд — псевдонім, який використовували дві британки, Кетрін Бредлі та Едіт Купер, разом пишучи вірші та віршовані драми. Бредлі була тіткою Купер, вони жили разом як коханки з 1870-х років до смерті в 1913 і 1914 рр.

Деякі автори-чоловіки XIX століття також включали лесбійські теми у свої роботи. В Європі лесбійство поступово стало майже винятковим об'єктом французької літератури другої половини XIX ст., заснованим в основному на чоловічих фантазіях і бажанні справити враження на моралістичні цінності в скандальноій формі. Оноре де Бальзак (автор «Людської комедії») в оповіданні «Дівчина з золотими очима» (1835) використав лесбійство, щоб розповісти історію трьох головних героїнь, прекрасні приклади для його опису «виродження», з яким швидко зіткнувся Париж. Він рівномірно повторив сюжет спочатку в «Серафіті», а потім в «Кузині Бетт» (1846). Ця робота, в свою чергу, сильно вплинула на роман Теофіля Готьє «Мадемуазель де Мопен», що містить перший фізичний опис лесбійської типології: «висока, з широкими плечима, вузькими стегнами і сильним атлетичним ухилом».

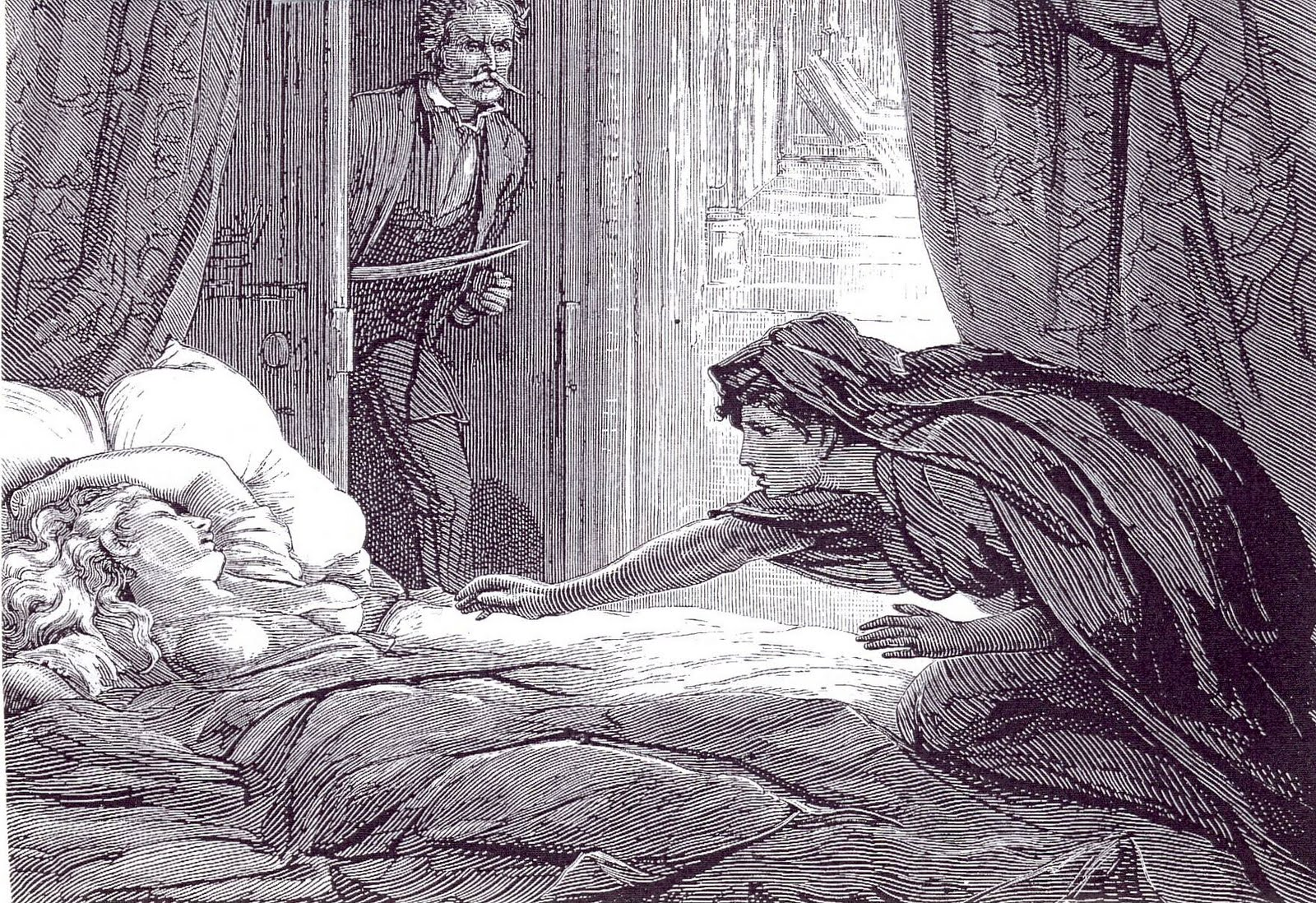
Ілюстрація з «Кармілли» Шерідана Ле Фаню

Французькому поету Шарлю Бодлеру довелося пройти превентивну цензуру семи віршів, включених у перше друковане видання «Квітів зла» (1857) через явний лесбійський зміст.
На початку XX століття Семюель Тейлор Колрідж опублікував незакінчену розповідну поему «Крістабель». Вчені інтерпретували взаємодію між головною персонажкою та незнайомкою на ім'я Джеральдіна у вірші як лесбійську. Алджернон Чарлз Свінберн став відомим за темами, які вважалися скандальними, включаючи лесбійство та садомазохізм. У 1866 році він опублікував «Вірші та балади», де були поезії «Anactoria» та «Sapphics», що стосуються Сапфо та явно мають лесбійський зміст. Генрі Джеймс зобразив «бостонський шлюб», що вважається ранньою формою лесбійських стосунків, між феміністичними персонажками Олів Чанцелор та Веріною Таррант у романі «Бостонці» 1886 року.
Однією з найбільш чітко виражених лесбійських робіт XIX століття є готична повість Джозефа Шерідана Ле Фаню «Кармілла», вперше опублікована у вигляді серії в 1871-72 роках. Твір оповідає історію стосунків невинної Лори та вампірки Кармілли. Ця історія надихнула багато інших творів на тематику лесбійського вампіризму. «Кармілла» також була адаптована до вебсеріалу YouTube з однойменною назвою, що стартував 2014 року.

## Сучасна історія

### 1900—1950: початок

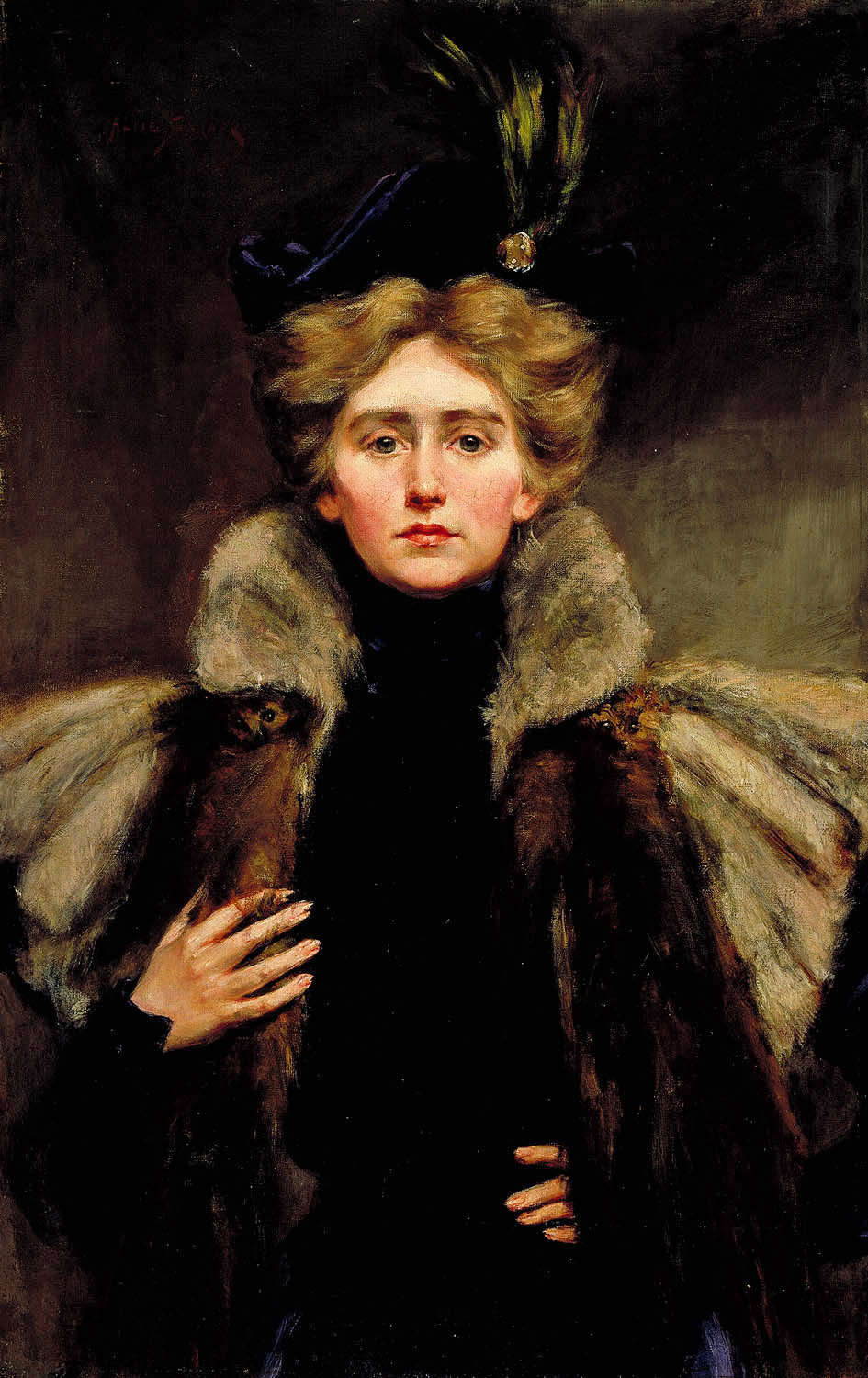
Наталі Барні влаштовувала салон у Парижі на початку 20 століття, який відвідували лесбійки.

Першим романом англійською, визнаним лесбійським, є «Криниця самотності» (1928) Редкліфф Голл, який британський суд визнав непристойним, оскільки він змальовував «неприродну практику між жінками». Книга була заборонена у Великій Британії протягом десятиліть. Так само під цензуру потрапив роман «Коханець леді Чаттерлей», який теж висвітлював тему трансгресивної жіночої сексуальності, хоча і гетеросексуальної. У США «Криниця самотності» пережила юридичні виклики в Нью-Йорку та Митному суді США.
У 1923 році Ельза Гідлоу, що народилася в Англії, опублікувала перший у США том відкрито лесбійської любовної поезії під назвою «На сірій нитці».

На початку XX століття все помітнішим ставало лесбійське товариство в Парижі, яке зосереджувалося на літературних салонах, організованих французькими лесбійками, а також емігрантками, такими як Наталі Барні та Гертруда Стайн, що створювали твори на лесбійську тематику французькою та англійською, включаючи «Nightwood» Джуни Барнс, «Сафічну Ідилію» Ліани де Пужі, поезію Рене Вів’єн, власні епіграми Барні, поезію та кілька творів Стайн. Редкліфф Голл також проводила час у Парижі в салоні Барні і моделювала одну із її персонажок у «Криниці самотності».

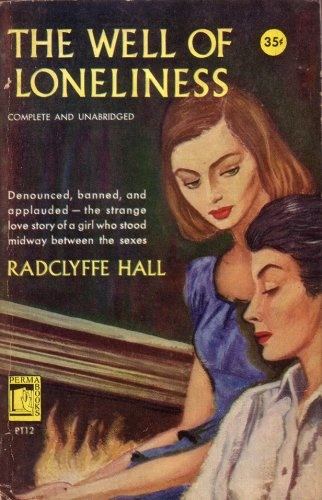
Роман авторки Редкліфф Голл 1928 року «Криниця самотності» зазнав цензури в США та Великій Британії.

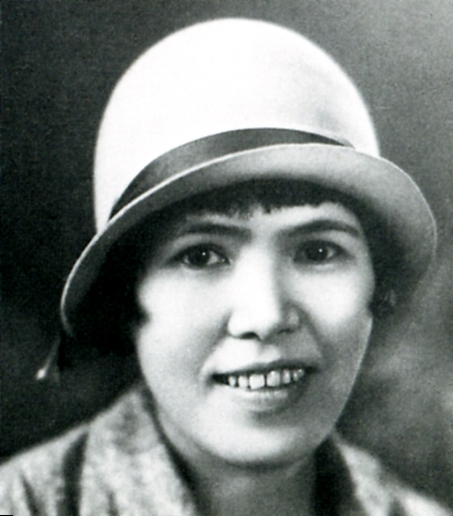
Фото Нобуко Йосія, кінець 1930-х

Японська письменниця Нобуко Йосія була на початку XX століття важливою авторкою історій про інтенсивні романтичні стосунки між молодими жінками.
Роман Вірджинії Вулф «Орландо» (1928) року про високодуховного поета/поетесу, що жив/жила століттями, який, як стверджувалося, базується на її коханій Віті Секвілл-Вест, був переглянутий в 1970-х як «підривний» лесбійський текст.
Інші приклади лесбійської літератури 1920-х включають вірші Емі Ловелл про її партнерку Аду Дуаєр Рассел, які зустрічалися понад десять років. Ловелл хотіла присвятити свої книги Дуаєр, але цього не сталося, оскільки вони були змушені приховувати характер своїх стосунків. Вірші Ловелл про Дуаєр називали найвиразнішою та найвишуканішою лесбійською поезією за часів між давньою Сапфо та поетками 1970-х. На жаль, більшість первинних документів про романтичні листи спілкування між ними були знищені Дуаєр на прохання Ловелл, залишивши багато невідомого про деталі їх спільного життя.
Американська література 1930-х, 40-х та початку 50-х років зображала лесбійське життя як трагедію, закінчуючись або самогубством лесбійської персонажки, або її переходом у гетеросексуальність. Це було потрібно, щоб влада не визнавала літературу непристойною. Наприклад, «Кам'яна стіна» — лесбійська автобіографія з нещасливим кінцем, опублікована в 1930 році під псевдонімом Мері Казал, була однією з перших лесбійських автобіографій. Проте вже в 1939 році Френсіс В. Руммелл, вихователька і викладачка французької в коледжі Стівенса, опублікувала першу явно лесбійську автобіографію, в якій дві жінки щасливо залишаються разом, під назвою «Діана: дивна автобіографія». Ця автобіографія була опублікована з приміткою, в якій сказано: «Видавці бажають розуміння, що це справжня історія, перша у своєму роді, що коли-небудь пропонувалася широкій читацькій публіці». Однак літературознавці відтоді називають автобіографію «вигаданою».
Єдиний роман Джейн Боулз «Дві серйозні дами», опублікований у 1943 році, розповідав про стосунки між жінкою вищого класу та повією у запущеному панамському портовому місті.

### 1950—1970: бульварна проза і не тільки

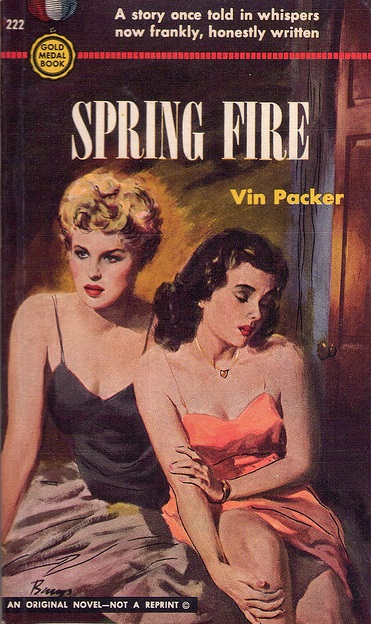
Лесбійська целюлозна фантастика, така як «Весняний вогонь» від Він Пакер (Маріан Мікер, 1952), була популярна в 50-60-ті роки.

Лесбійська проза англійською пережила величезний вибух інтересу з появою дешевих масових журналів. Лесбійська бульварна література стала окремою категорією художньої літератури в 1950-х і 60-х, хоча значна кількість авторів цього жанру були чоловіками, які використовували чоловічий або жіночий псевдонім. Тересці Торрес приписують перший лесбійський роман «Жіночі казарми» — белетристичну розповідь про жінок у Силах Вільної Франції під час Другої світової. Книга 1950 року розійшлася тиражем у 2 мільйони копій за перші п'ять років. Однією з найвідоміших авторок бульварного читва про лесбійок, яка пізніше зробила камінг-аут як лесбійка, була Енн Беннон, що створила серію книжок про Бібо Брінкер.
«Ціна солі» Патриції Гайсміт вважається першим лесбійським романом зі щасливим кінцем, він став новаторським, оскільки вперше жодна з пари не страждає нервовим зривом, не помирає трагічно, не стикається з одиноким майбутнім, не здійснює самогубство і не повертається до чоловіка. Рукопис відхилив видавець Harper & Brothers і опублікував у твердій палітурці Coward-McCann в 1952 році під псевдонімом «Клер Морган».
|                                 | Але головне, про що я не згадала і що нікому не спало на думку, це що гармонія і згода між двома чоловіками або двома жінками можуть бути абсолютними й ідеальними, такими, якими вони ніколи не будуть між чоловіком і жінкою, і, можливо, комусь хочеться саме цього, в той час як іншим — того більш мінливого і невизначеного, що відбувається між чоловіком і жінкою. |
| — «Ціна солі», Патриція Гайсміт | |

У 1950-х частини роману французької письменниці Віолетт Ледюк «Руйнування» піддали цензурі, оскільки в них містилися відверто лесбійські уривки.
«Desert of the Heart» Джейн Рул став був один з небагатьох романів, що стосуються лесбійської тематики, який вийшов у твердій обкладинці. Роман був адаптований у фільмі 1985 року «Серця пустелі».
Публікуючи свій роман «Місіс Стівенс чує спів русалок» в 1965 році, письменниця Мей Сартон побоювалася, що відверта розповідь про лесбійство призведе до зниження раніше встановленої цінності її робіт.
Першою сучасною англійською письменницею, що виступила в ролі лесбійки, була Морін Даффі, чия книга 1966 року «Мікрокосм» досліджувала субкультури лесбійських барів.

### З 1970 до сьогодні:фемінізм другої хвилі, широке визнання ідиверсифікація

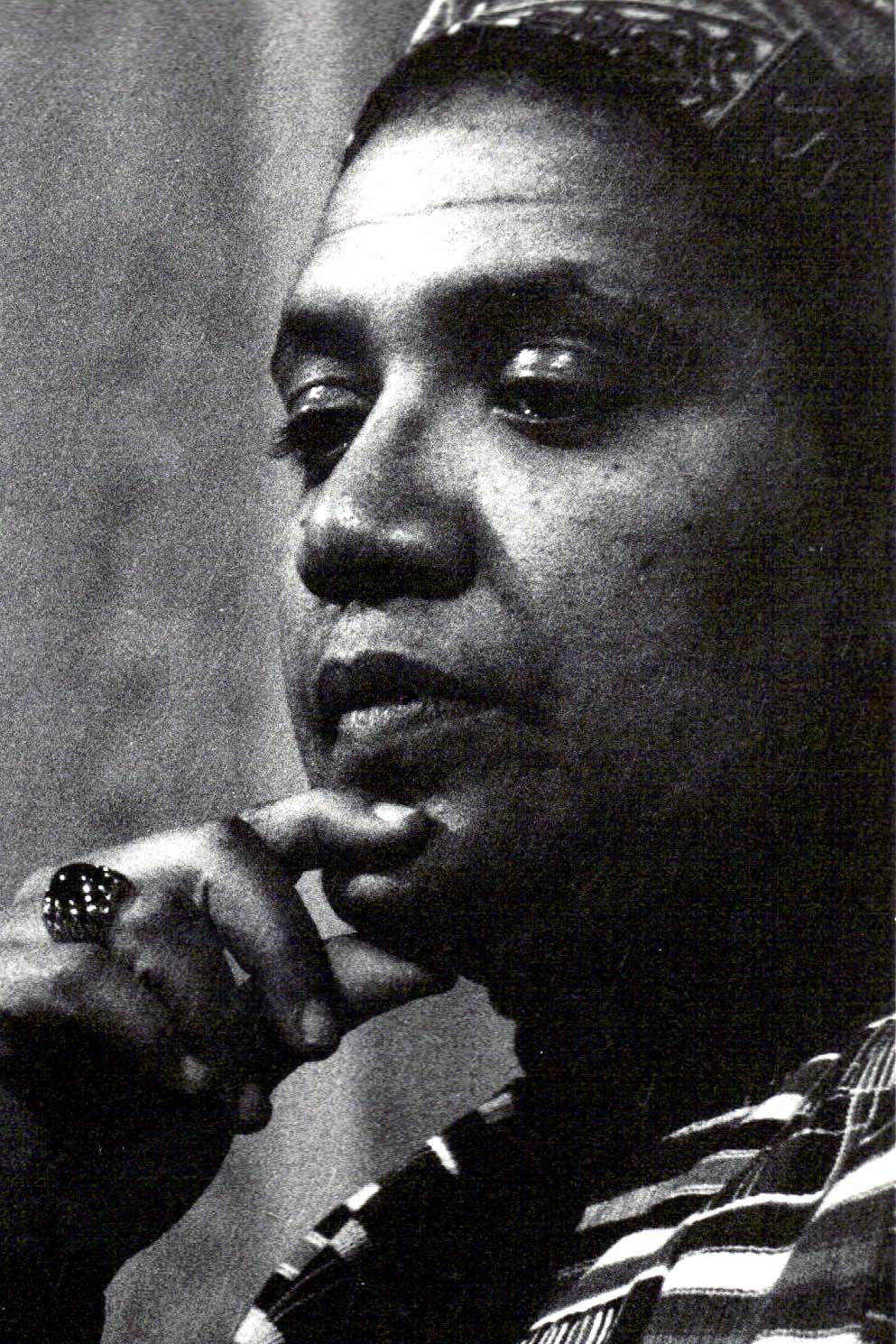
Лесбійка та феміністка Одрі Лорд написала кілька книг з 1970-х до 1990-х років.

Феміністичний рух наприкінці 1960-х та на початку 1970-х бачив розвиток більш політизованого голосу в лесбійській літературі та більшу загальноприйнятність літератури на лесбійську тематику, відхід від теми «трагічної лесбійської долі», що домінувала в попередніх роботах. Новаторським автобіографічним романом цієї ери став крутійський роман «Рубінові джунглі» 1973 року Ріти Мей Браун, який став національним бестселером. Джилл Джонстон аргументувала лесбійський сепаратизм у книзі «Лесбійські нації» 1973 року.

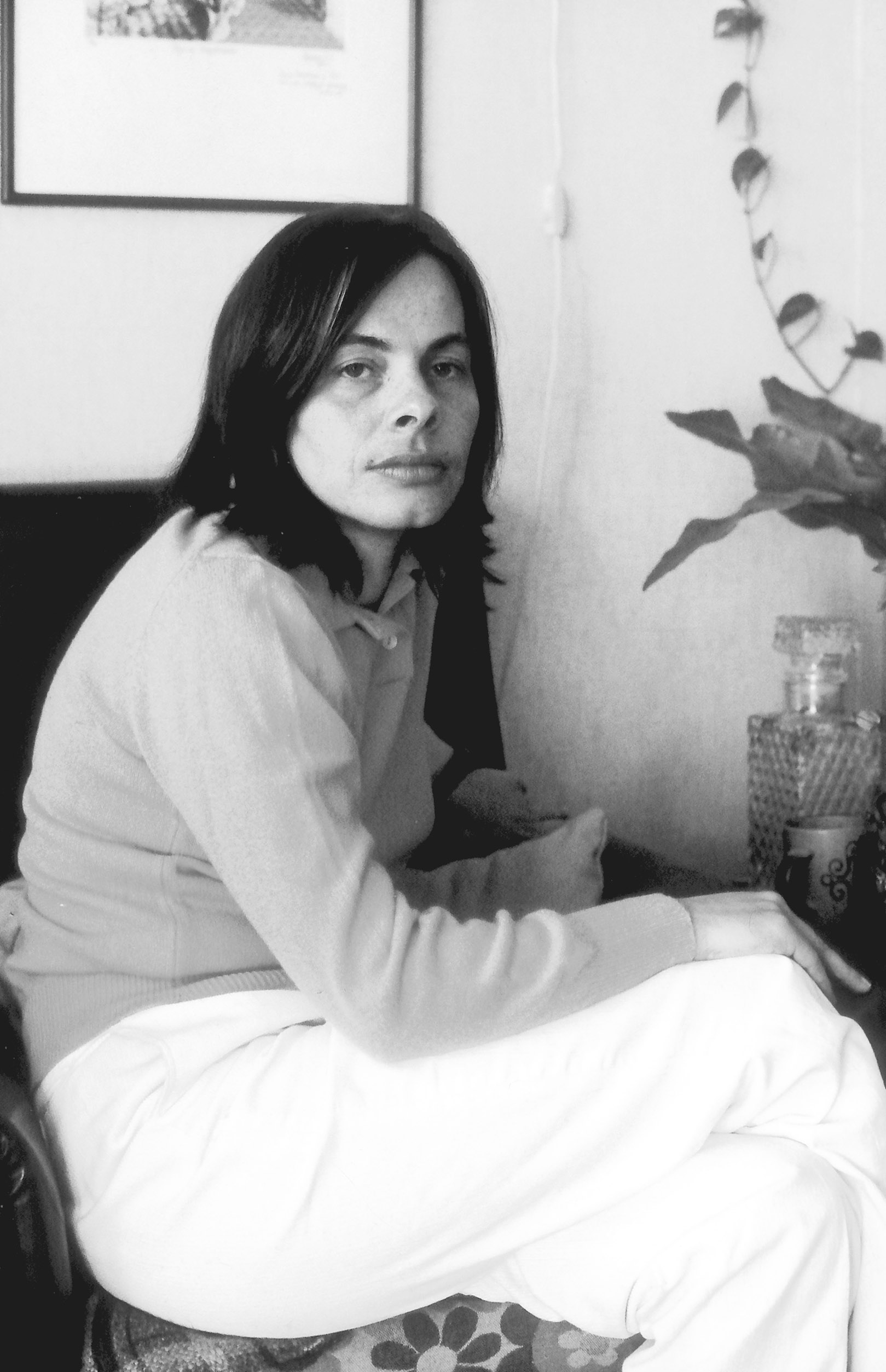
Уругвайська письменниця Кристіна Пері Россі писала про еротизм лесбійських стосунків.

У 70-х почало лунати більше голосів американських кольорових лесбійок, включаючи роботи Одрі Лорд, Джуелл Гомес, Поли Ганн Аллен, Шеррі Морага та Глорії Анзальдуа. У Франції Монік Віттіг видала «Les Guérillères» («Жінки-воїни»), про світ, в якому панують лесбійки. Подібно до цього роман Джоанни Расс «Жіночий чоловік» 1975 року містить альтернативний всесвіт, населений виключно лесбійками. У 1970-ті також з'явилися феміністичні та ЛГБТ-видавництва, такі як Naiad Press, та літературні журнали, такі як «Sinister Wisdom», та «Conditions», які публікували лесбійські твори. Адрієнн Річ та Джуді Гран були важливими поетками та есеїстками тієї епохи. Новела «Терпіння і Сара», написана Альмою Рутсонг, була опублікована під псевдонімом «Ізабель Міллер» у 1971 році та досліджувала історичні рамки роману між двома жінками XIX століття у «Бостонському шлюбі».
Після народження відвертої лесбійської літератури в 1970-х роках, наступні десятиліття спостерігався колосальний підйом її виробництва. У 1980-х, з появою сексуально-позитивного фемінізму, кілька лесбійських літературних журналів почали спеціалізуватися на більш явно еротичних роботах, таких як «On Our Backs», сатиричному посиланні на феміністичний журнал 1970-х «Off Our Backs». Заснування в 1988 році літературної премії «Лямбда» з кількома лесбійськими категоріями сприяло збільшенню популярності ЛГБТ-літератури.
У 80-ті та 90-ті лесбійська література диверсифікувалась на жанрову, включаючи фентезі, містичну, наукову фантастику, романтику, графічні романи та підліткову.
Вплив фемінізму кінця XX століття та більш широке сприйняття ЛГБТ-праці також відчувалося в Мексиці, з появою таких поеток-лесбійок, як Ненсі Карденас, Магалі Алабау, Мерседес Роффе та інших. В Аргентині та Уругваї Алехандра Пісарник та Кристіна Пері Россі поєднували лесбійський еротизм із мистецькими та соціально-політичними проблемами.

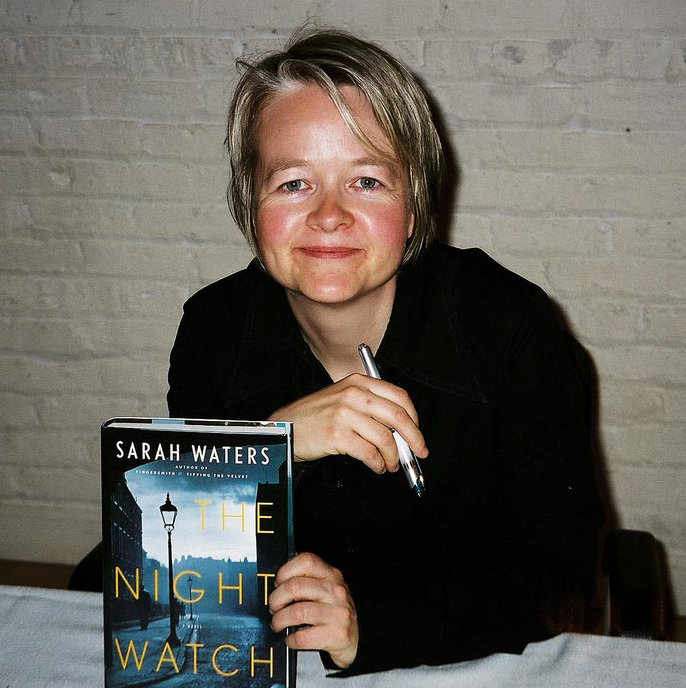
Сара Волтерс, сучасна авторка успішних романів на лесбійську тематику.

В Азії сингапурська драматургиня Елеонора Вонг та тайванська письменниця Цю Мяоцзінь писали про лесбійські стосунки, як і китайські письменниці Лін Бай та Чен Ран. «Spinning Tropics» Аски Мочідзукі, «Краса і смуток» Кавабата Ясунарі, «Quicksand» (卍 Манджі) Джунічіро Танідзакі та «Реальний світ» Кіріно Нацуо — всі ці романи досліджують лесбійське кохання в Японії. Індійська новелістка Абха Давезар у 2006 році за твір «Babyji» удосьоїлась нагороди «Стоунволл» та премії «Лямбда».
У XXI столітті лесбійська література стала жанром в арабомовних країнах, і деякі романи, такі як «Ana Hiya Anti» («Я є ти») Ельхама Мансура, отримали статус бестселера. Це століття також привернуло більше уваги до африканських літературних творів та авторок, таких як камерунська белетристка Фріда Екотто та ганська письменниця Крістіна Ата Айдо.
Тим часом англомовні романи, що включають лесбійських персонажок або стосунки, продовжують отримувати національні нагороди та загальноприйняте визнання критиків, як-от «Барва пурпурова» (1982) Еліс Вокер, «Bastard out of Carolina» (1992) Дороті Елісон, «Години» (1998) Майкла Каннінгема, «Тонка робота»(2002) Сари Вотерс та «Lost and Found» (2006) Керолін Паркхерст.
У міру того, як література, що включає лесбійських персонажок і їхні стосунки, стає все популярнішою в панівному західному суспільстві, деякі письменники(-ці) та літературні критики/ні задаються питанням, навіщо взагалі потрібна окрема категорія для лесбійської літератури. «Я ніколи не розуміла, чому художня література повинна бути для всіх, але все, що має гомосексуальний характер або включає гомосексуальний досвід, призначене тільки для гомосексуалів(-ок)», зазначила Джанет Вінтерсон, авторка бестселера 1985 року «Oranges Are Not the Only Fruit». Інші наголошували на постійній потребі в літературі на тему ЛГБТ, особливо для молодих ЛГБТ-читачів та читачок.

## Підліткова література

### 1970-ті
У «Рубі» (1976) Рози Гай головна героїня — дівчина із Вест-Індії. Роман розповідає історію її стосунків з іншою дівчиною. Інші янг-едалт романи із лесбійськими персонажками та темами, опубліковані в цей період, включають «Щасливі закінчення всі схожі» (1978) Сандри Скоппеттон.
Часто книги, опубліковані в 1970-х, пояснюють гомосексуальність як «фазу» або в них для гомосексуальних людей не існує «щасливих кінців» і вони, як правило, мають важке життя.

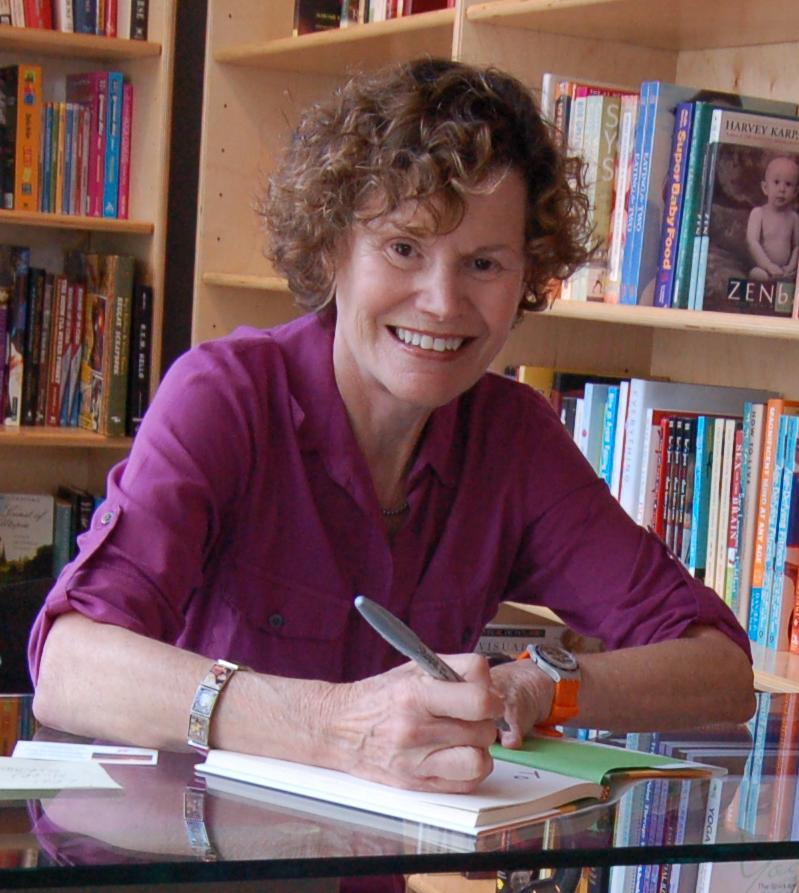
Джуді Блум — каталізаторка включення «заборонених» тем, включаючи гомосексуальність, у дитячі та юнацькі книги

Американська письменниця Джуді Блум вважається каталізаторкою включення «заборонених» тем, включаючи гомосексуальність, у дитячі та юнацькі книги.

### 1980-ті
Новела «Annie on My Mind» (1982) Ненсі Гарден розповідає історію двох школярок, які закохуються. Роман ніколи не виходив з друку і був кроком вперед у літературі на лесбійську тематику для підлітків. Він публікувався у твердій обкладинці та у великій пресі. У книзі гомосексуальність розглядається як щось постійне, що підлягає дослідженню, а не «фаза».
У Канзасі міністр очолив публічне спалення книги «Annie on My Mind» після того, як її подарували шкільній бібліотеці.

### 1990-ті
Протягом десятиліття кількість опублікованих лесбійських романів для підлітків зросла. Ненсі Гарден опублікувала два романи з головними героїнями-лесбійками «Жайворонок вранці» (1991) та «Добрий місяць, що сходить», і отримала позитивні продажі та відгуки.

### 2000-ті
90-ті стали поворотним моментом для підліткових романів, які досліджували лесбійські проблеми, а з 2000-го величезна кількість таких книг вийшла на ринок. Ставлення громадськості до лесбійських тем у літературі для підлітків стало більш прийнятним.
У 2000 році «Шкільний бібліотечний журнал» включив «Annie on My Mind» до списку 100 найвпливовіших книг століття.
Популярний роман для підлітків 2012 року «Неправильне виховання Камерон Пост» Емілі М. Денфорт розповідає історію 12-річної дівчинки, яку відправляють у табір репаративної терапії в Монтані.

## Україна

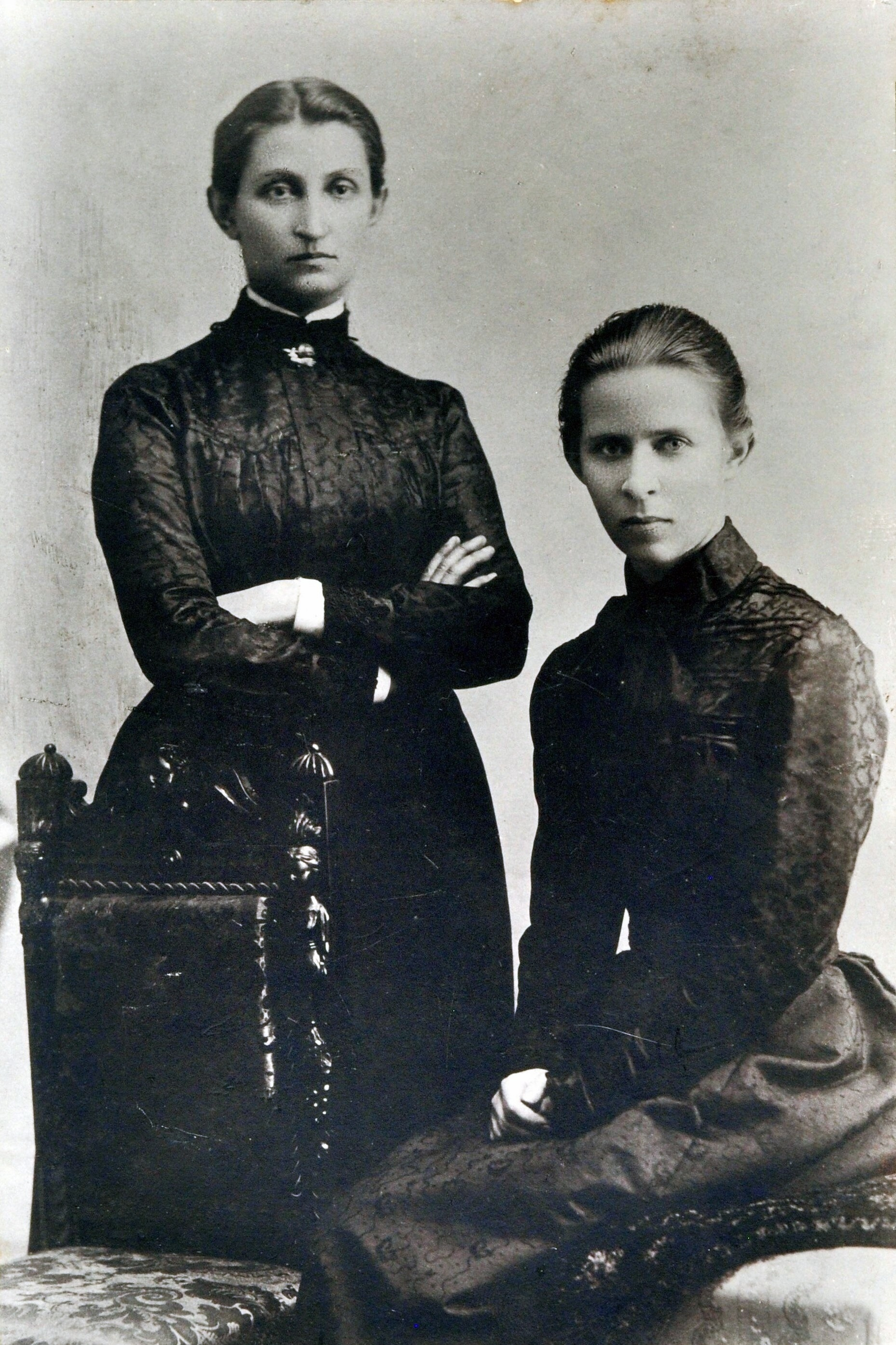
37-річна Ольга Кобилянська (ліворуч) із на сім років молодшою Лесею Українкою. Фото 1901 року

Листування українських письменниць Ольги Кобилянської та Лесі Українки часто розглядається як інтимне. Літературознавиця та культурологиня Тамара Гундорова визначає почуття двох видатних українських діячок як «лесбійську платонічну любов».
У новелі Кобилянської 1898 року «Меланхолійний вальс» йдеться про дівочу дружбу й ніжну приязнь, про те, що вони «залюблювалися» одна в одній, як у чоловіках.
У 2008 році у видавництві «Факт» вийшла повість української письменниці Катерини Бабкіної «Лілу після тебе», де йдеться про чи то любов, чи то дружбу двох дівчат із елементами еротизму.
У книгах Марії Матіос та Юрія Андруховича можна зустріти згадки про лесбійок.
У 2013 році вийшла книга Наталки Сняданко «Фрау Мюллер не налаштована платити більше» про гомосексуальну любов вчительки музики й заробітчанки Христини, що переплітається з осмисленням пострадянського. Цього ж року опублікований роман Анни Малігон «Навчи її робити це», в якому героїнь Лізу і Марту пов'язують інтимні стосунки.
Між підлітками-школярками Даркою та Ленцею з книги 2014 року «Дівчатка» Оксани Забужко відбувається інтимний зв'язок.
У книзі 2016 року «Лінія зусилля» Таіс Золотковська розповідає три історії про боротьбу за щастя, у одній з яких йдеться про кохання двох жінок. Авторка уточнює: «Я хотіла зробити любов цих двох жінок яскравою, але не кричущою для читача. Ця книга не про одностатеве кохання, а про щирі полум'яні почуття».
У 2017 році скандал спровокувала дитяча книжка обсягом у 64 сторінки «Майя і дві її мами» про розмаїття українських родин, і дівчинку з лесбійської сім'ї зокрема. Видавництво виклало на сайт електронну версію книги, що пізніше була завантажена понад 50 тис. разів.
На початку 2021 року Міністерство культури України та Державна установа «Український інститут книги» придбали 1240 примірників книги «Принцеса+принцеса: довго і щасливо» (авторка О'Нілл Кейт, 2019 р.), що видана у вигляді коміксу на тему романтичних стосунків між дівчатами. Дітям від 5 років пропонують історію про двох дівчат, яка закінчується їхнім весіллям.
У 2024 році українська письменниця Анастасія Джабер випустила роман "За волею долі", який розглядає тему лесбійських стосунків та пристрасті. Цей дебютний роман розповідає про кохання двох жінок, що кидає виклик соціальним стереотипам та упередженостям. Головна героїня, безстрашна 20-річна журналістка Крістен, заплуталась у смертельно небезпечних стосунках із холоднокровною 40-річною шефинею газети Валері. Між ними спалахує заборонена пристрасть, що може коштувати їм життя. Цей роман є важливим кроком у заповненні прогалини в українській літературі щодо квір-орієнтованих романів. Авторка сподівається, що її твір вплине на українське суспільство та сприятиме більшій толерантності та прийняттю.

## Визначні твори
- Криниця самотності, Редкліфф Голл (1928)
- Nightwood, Джуна Барнс (1936)
- Ціна солі, Патриція Гайсміт (1952) — або Керол (1990)
- Spring Fire, Він Пакер (1952)
- Rempart des Béguines, Françoise Mallet-Joris (1952)
- Chocolates for Breakfast, Памела Мур (1957)
- The Beebo Brinker Chronicles, Енн Баннон (1957—1962)
- Desert of the Heart, Джейн Рулл (1964)
- Patience & Sarah, Ізабель Міллер (1971)
- Rubyfruit Jungle, Ріта Мей Браун (1973)
- Барва пурпурова, Еліс Вокер (1982)
- Annie on My Mind, Ненсі Гарден (1982)
- The Swashbuckler, Лі Лінч (1983)
- Oranges Are Not the Only Fruit, Джанет Вінтерсон (1985)
- Memory Board, Джейн Рулл (1985)
- Send My Roots Rain, Ibis Gómez-Vega (1991)
- Along the Journey River, Carole LaFavor (1996)
- Memory Mambo, Акі Обехас (1996)
- Оксамитові кігтики, Сара Вотерс (1998)
- Тонка робота, Сара Вотерс (2002)
- Garis Tepi Seorang Lesbian, Herlinatiens (2003)
- Southland, Ніна Ревойр (2003)
- Stone Butch Blues, Leslie Feinberg (1993)
- Sugar Rush, Julie Burchill (2004)
- Ash, Мелінда Ло (2009)

## Визначні авторки (за алфавітом)
- Алісія Гаспар де Альба[en]
- Енн Баннон
- Наталі Барні
- Джулі Берчілл[en]
- Ріта Мей Браун
- Рене Вів'єн[en]
- Джанет Вінтерсон
- Монік Віттіг
- Сара Вотерс
- Жаклін Вудсон[en]
- Жанна Гальзі[en]
- Ненсі Гарден[en]
- Берта Гарріс[en]
- Редкліфф Голл
- Еллен Дедженерес
- Ву Дзао
- Емма Доног’ю
- Абха Доусар[en]
- Сара Дрехер[en]
- Нобуко Йосія
- Карін Каллмейкер[en]
- Віолетт Ледюк
- Мелінда Ло
- Одрі Лорд
- Вел Макдермід
- Ен-Марі Макдональд[en]
- Аніда Маршант[en]
- Маріан Мікер[en]; також публікується під псевдонімами:
  - Ен Олдріч
  - Мері Джеймс
  - М. Е. Керр
  - Він Пакер
  - Лора Вінстон
- Цю Мяоцзінь
- Акі Обехас[en]
- Джоанна Расс
- Ніна Ревойр[en]
- Мері Рено
- Адрієнн Річ
- Джейн Рулл[en]
- Сапфо
- Мей Сартон[en]
- Елізабет Сімс[en]
- Гертруда Стайн
- Мішель Ті[en]
- Тереска Торрес[en]
- Ліліан Фадерман
- Кетрін В. Форест[en]
- Джоселін Франсуа[en]
- Сара Шульман[en]
- Самар Язбек[en]
- Ебіне Ямаджі[en]